# استیو راسل
استیو راسل (انگلیسی: Steve Russell؛ زادهٔ ۱۹۳۷ (۸۷–۸۸ سال)) دانشمند رایانه اهل ایالات متحده آمریکا است. وی سازنده بازی Spacewar! یکی از قدیمی‌ترین بازی‌های ویدئویی است. 
استیو راسل از توسعه‌دهندگان اصلی زبان برنامه‌نویسی لیسپ است.